# Jutta Urpilainenová
Jutta Pauliina Urpilainenová (finsky Jutta Pauliina Urpilainen; * 4. srpna 1975, Lapua) je finská pedagožka a levicová politička, v letech 2008 až 2014 předsedkyně Finské sociálně demokratické strany (SDP). Mezi roky 2003 a 2019 byla poslankyní parlamentu, v letech 2011 až 2014 místopředsedkyně vlády Jyrkiho Katainena a ministryně financí. V období 2019–2024 byla evropskou komisařkou pro mezinárodní partnerství v první komisi von der Leyenové, než ji vystřídal Jozef Síkela. V prezidentských volbách 2024 kandidovala za SDP na prezidentku republiky.

## Biografie
V roce 2002 získala magisterský titul v oboru pedagogika na Jyväskyläské univerzitě. Ve stejném roce nahrála album vánočních koled s názvem Jouluisia ajatuksia. Před svým zvolením do parlamentu pracovala jako učitelka v Helsinkách (2001–2002) a ve městě Kokkola (2002–2003).
Dne 1. prosince 2019 se na pětileté období stala evropskou komisařkou pro mezinárodní partnerství v první komisi von der Leyenové.

## Soukromý život
Narodila se ve městě Laupua v provincii Jižní Pohjanmaa. Jejím otcem je bývalý poslanec parlamentu za SDP Kari Urpilainen. Matka Pirjo Urpilainenová (rozená Töyräsiová) je učitelkou. 
Od roku 2006 je vdaná s Juhou Mustonenem, který pracuje na ministerstvu zahraničních věcí. V roce 2016 adoptovali ročního chlapečka a roku 2019 tříletou holčičku, oba původem z Kolumbie.
Hlásí se ke křesťanskému luteránskému vyznání.  

## Ocenění
- Finsko: Řád bílé růže (2013)
- Finsko: Řád finského lva